# Mathieu Barathier
Mathieu Barathier est un peintre, graveur et lithographe français, né à Narbonne le 23 mars 1784 et mort dans la même ville le 6 janvier 1867.

## Biographie
Mathieu Barathier est l'élève de Jacques Gamelin puis de Jacques-Louis David. Il renonce à l'influence du maître du néo-classicisme pour se tourner vers le romantisme, avec une prédilection pour l'art d'outre-Manche.  
Après plusieurs décennies passées à Paris, il se retira dans les années 1850 à Carcassonne puis Narbonne, où il fit partie de la Commission archéologique et littéraire. Il légua sa collection de livres, gravures, objets d'arts, céramiques, tableaux et dessins au musée d'art et d'histoire de Narbonne. Parmi ces derniers, des œuvres de Füssli, Bonington, Boucher, Fragonard, Hubert Robert, Lajoüe, Greuze, Bouchardon, Lagneau et Lafage. Sa collection, qui va des armes anciennes aux ébauches d'artistes romantiques, témoigne de l'étendue de sa curiosité. Un de ses centres d'intérêt récurrent, tant dans son activité de collectionneur que dans ses propres travaux, est le monde du spectacle et du ballet, qu'il a abondamment illustré. 
Le musée d'art et d'histoire de Narbonne, avec plusieurs centaines de dessins de sa main ainsi que des archives, conserve le corpus le plus significatif de l'artiste, ainsi qu'un portrait de Barathier par Pascal Barthe.  

## Œuvres
- Narbonne, musée d'art et d'histoire : 
  - Bayadère dansant devant un prince oriental, 1849, huile sur toile ;
  - Les Délices du harem, huile sur toile ;
  - Psyché offrant des présents à ses sœurs, estampe d'après Alexandre-Évariste Fragonard.

Œuvres de Mathieu Barathier
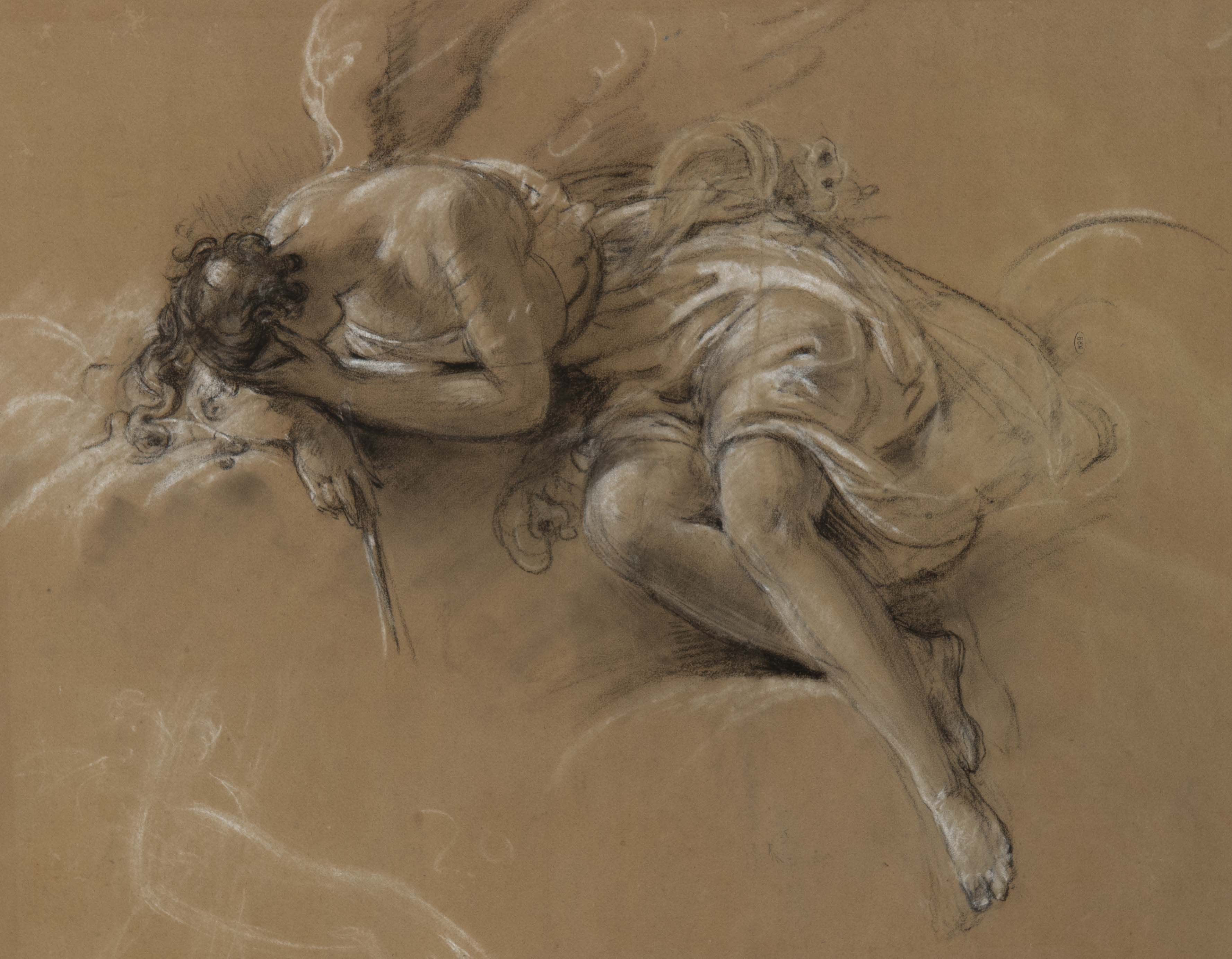
Ange pleurant, dessin au fusain sur papier, Narbonne, musée d'art et d'histoire.
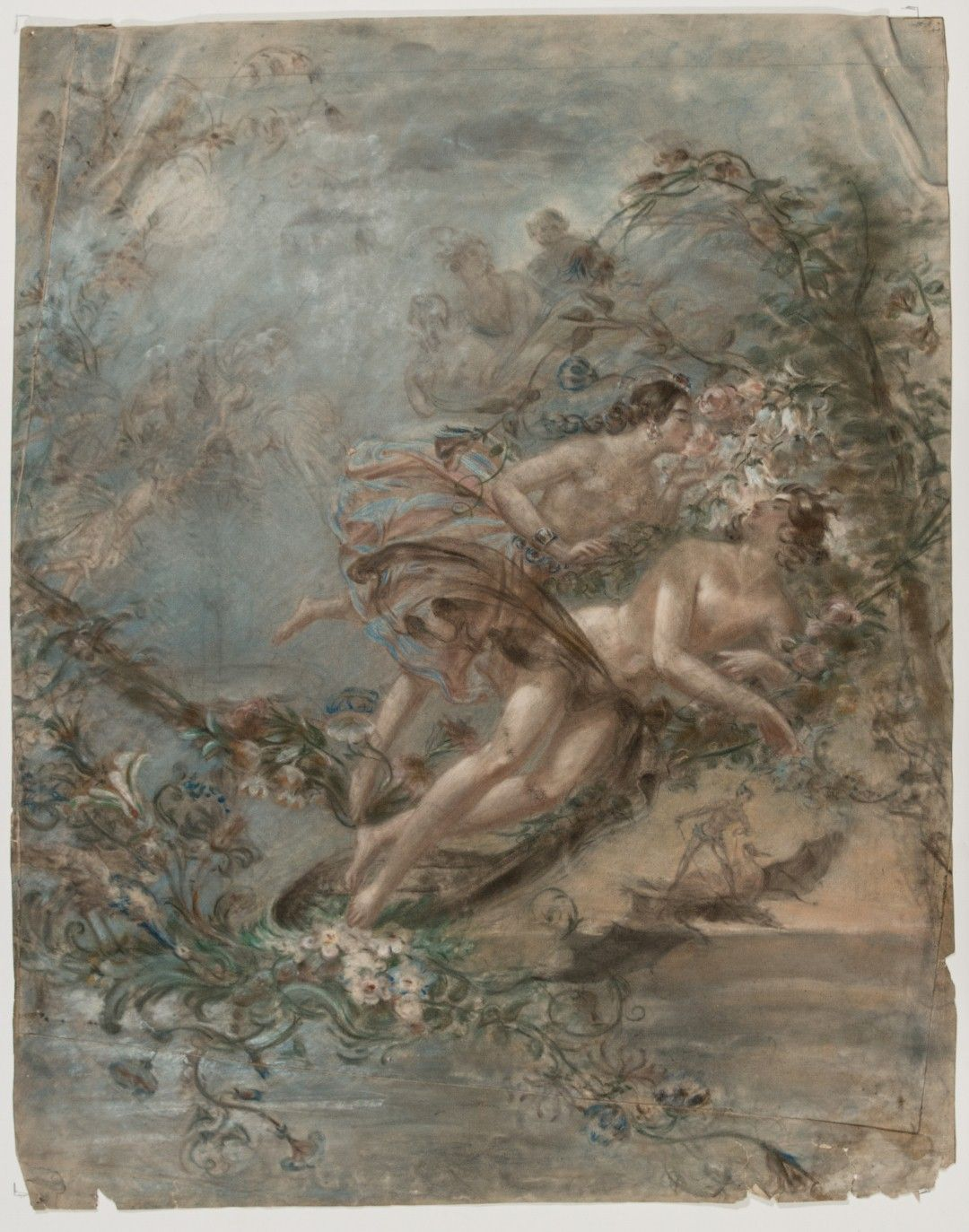
Le Sommeil d'Endymion (?), dessin au pastel sur papier, Narbonne, musée d'art et d'histoire.